# Serradigitus gertschi
Espèce
Synonymes
- Vaejovis gertschi Williams, 1968
- Vaejovis gertschi striatus Hjelle, 1972

Serradigitus gertschi est une espèce de scorpions de la famille des Vaejovidae.

## Distribution
Cette espèce se rencontre aux États-Unis en Californie et au Mexique en Basse-Californie et en Basse-Californie du Sud.

## Description
Le mâle holotype mesure 23,0 mm et la femelle paratype 25,2 mm.

## Liste des sous-espèces
Selon The Scorpion Files (28/08/2020) :
- Serradigitus gertschi gertschi (Williams, 1968)
- Serradigitus gertschi striatus (Hjelle, 1972)

## Systématique et taxinomie
Cette espèce a été décrite sous le protonyme Vaejovis gertschi par Williams en 1968. Elle est placée dans le genre Serradigitus par Stahnke en 1974.

## Étymologie
Cette espèce est nommée en l'honneur de Willis John Gertsch.

## Publications originales
- Williams, 1968 : « Two new scorpions from Western North America (Scorpionida: Vejovidae). » Pan-Pacific Entomologist, vol. 44, no 4, p. 313-321 (texte intégral).
- Hjelle, 1972 : « Scorpions of the northern California coast ranges (Arachnida : Scorpionida). » Occasional Papers of the California Academy of Sciences, no 92, p. 1-59 (texte intégral).